# Dorothy Ripley
Dorothy Ripley (* 1767 in Whitby; † 10. Februar 1832 in Virginia) war eine britische Missionarin und Schriftstellerin.

## Kindheit
Dorothys Vater, William Ripley, war ein enger Mitarbeiter des Erweckungspredigers John Wesley. Als Vater wünschte er, dass Dorothy Predigerin würde, bevor sie von den geschlechterspezifischen Rollenbildern beeinflusst würde. Ripleys Vater starb in ihren Teenager-Jahren, woraufhin die Familie in finanzielle Not geriet. Weitere Verluste von Familienmitgliedern und die Zerstörung des Wohnhauses durch einen Erdrutsch beeinflussten die junge Frau langfristig. Sie fühlte sich zum christlichen Glauben berufen und entschied sich, unverheiratet zu bleiben.

## Predigerin
Als weibliche Predigerin war sie zahlreichen Anfeindungen ausgesetzt. So wurde sie beschuldigt, sich zu prostituieren, da sie kein Einkommen erzielte, während sie jedoch in ihren ersten Jahren als Missionarin durch Spenden von Gläubigen finanziert wurde. Diese Praxis erklärt den Titel ihres zweiten Buches, The Bank of Faith and Works United.

### USA
Dorothy Ripley reiste in die Vereinigten Staaten von Amerika. Im Januar 1806 predigte sie in einem Gottesdienst im Kapitol, dem auch Thomas Jefferson beiwohnte. Sie war damit die erste von zwei Frauen, denen das jemals gestattet wurde, die andere war Harriet Livermore.
Dorothy verbrachte viel Zeit in New York, South Carolina und Georgia.
Sie setzte sich gegen die Sklaverei ein, vor allem das Wohl afrikanischer Frauen lag ihr am Herzen. Im Rahmen ihres Engagements lernte sie den amtierenden Präsidenten Thomas Jefferson kennen und sicherte sich dessen Anerkennung für ihre Arbeit. Im Süden suchte sie Sklavenbesitzer auf und bemühte sich, diese zum Aufgeben ihrer Sklavenhaltung zu bewegen.
Ripley predigte in vielen afro-amerikanischen Kirchen, so auch bei Richard Allen, der von Mitgliedern seiner Gemeinde dazu ermutigt wurde. Es ist durchaus möglich, dass sich Allen aufgrund dieses Ereignisses dazu entschloss, 1819 die Frau Jarena Lee zu ordinieren.

### England
Dorothy Ripley unterstützte Hugh Bourne zu Beginn der Bewegung der Primitive Methodists. Gemeinsam mit Lorenzo Dow gewannen die drei Prediger auf einer Wanderung durch England viele neue Gläubige.
Im Jahr 1830 führte sie weitere weibliche Predigerinnen ein, darunter Nancy Towle und Ann Rexford.

## Veröffentlichungen
- Die außerordentliche Umwandlung und religiöse Erfahrung (1810).
- Die Bank of Faith and Works United (1819); Textarchiv – Internet Archive.
- Ein Bericht von Rose Butler (1819).
- Briefe an Dorothy Ripley (1807); ein Buch mit Gedichten und  Notizen ihres Vaters.

Sie veröffentlichte alle Bücher auf eigene Kosten und nutzte die Erlöse, um ihr Leben als Predigerin zu finanzieren. Die ersten drei Werke wurden zweimal aufgelegt.